# Imre Németh
Imre Németh (Košice, 23 settembre 1917 – Budapest, 18 agosto 1989) è stato un martellista ungherese.

## Biografia
Padre di Miklós Németh, ai Giochi della XIV Olimpiade vinse l'oro nel lancio del martello superando lo jugoslavo Ivan Gubijan (medaglia d'argento) e lo statunitense Robert Bennett.

## Palmarès
| Anno | Manifestazione  | Sede     | Evento              | Risultato | Prestazione | Note |
| ---- | --------------- | -------- | ------------------- | --------- | ----------- | ---- |
| 1948 | Giochi olimpici | Londra   | Lancio del martello | Oro       | 56,07 m     |      |
| 1952 | Giochi olimpici | Helsinki | Lancio del martello | Bronzo    | 57,74 m     |      |